# 3-Hydroxytetrahydrofuran
3-Hydroxytetrahydrofuran ist eine chemische Verbindung aus der Gruppe der Furane.

## Synthese
3-Hydroxytetrahydrofuran wurde 1910 von M. Pariselle durch Cyclisierung und Hydrolyse von 3,4-Dibrom-1-methoxybutan hergestellt.

## Stereochemie
3-Hydroxytetrahydrofuran ist chiral. Enantiomerenreines 3-Hydroxytetrahydrofuran lässt sich aus (S)- bzw. (R)-1,2,4-Butantriol mit hoher Reinheit synthetisieren. So kann das (S)-1,2,4-Butantriol in Gegenwart katalytischer Mengen von p-Toluolsulfonsäure bei Temperaturen von 180 bis 220 °C zu (S)-3-Hydroxytetrahydrofuran cyclisiert werden.

## Eigenschaften
3-Hydroxytetrahydrofuran ist eine farblose Flüssigkeit.

## Verwendung
3-Hydroxytetrahydrofuran kann als Zwischenprodukt zur Herstellung anderer chemischer Verbindungen (wie zum Beispiel der Arzneistoffe Amprenavir und Fosamprenavir) verwendet werden.